# Ligne d'Hautmont à Feignies (frontière)
La ligne d'Hautmont à Feignies (frontière) est une ligne ferroviaire à deux voies électrifiées, à écartement standard, qui relie la gare d'Hautmont à la frontière franco-belge à Feignies. Elle se poursuit jusqu'à Bruxelles, via Mons (ligne belge no 96).
C'est un maillon de l'axe ferroviaire historique reliant Paris à Bruxelles, avant que la LGV Nord ne soit mise en service dès 1993. Une liaison Paris – Bruxelles par cet axe est toutefois relancée en 2024, avec le service Ouigo Train Classique.
Elle constitue la ligne no 247 000 du réseau ferré national.

## Histoire
La ligne est concédée à MM. de Rothschild frères et à la Société générale pour favoriser l'industrie nationale par une convention signée, le 16 août 1854, entre le ministre des Travaux publics et la société. Cette convention est approuvée par un décret impérial le 19 août suivant,.
Les concessionnaires ont fait apport de cette concession dans la société anonyme, créée à Bruxelles par acte du 9 février 1856 et approuvée par arrêté royal du 2 mars 1856, sous le titre de Compagnie des chemins de fer de Mons à Hautmont et de Saint-Ghislain.
La ligne est rétrocédée par la Compagnie du chemin de fer de Mons à Hautmont et de Saint-Ghislain à la Compagnie des chemins de fer du Nord par un traité signé, le 3 mai 1859, entre les compagnies. Ce traité est ratifié par une convention signée entre le ministre des Travaux Publics et la compagnie des chemins de fer du Nord le 26 septembre 1859. La convention est approuvée par un décret impérial.

## La ligne

### Tracé
La ligne débute à Hautmont, sur la ligne de Creil à Jeumont, immédiatement après la gare d'Hautmont. Elle s'en débranche au point kilométrique 224,841, puis part s'orienter plein nord avant la bifurcation de Douzies-Nord qui donne accès à la ligne de Valenciennes-Faubourg-de-Paris à Hautmont. Elle continue alors en ligne droite orientée nord après avoir quitté l'agglomération de Maubeuge et un passage à niveau sur la RN 49. La ligne arrive ensuite à Feignies, puis passe la frontière franco-belge et atteint la gare de Quévy. La ligne se poursuit au-delà de cette dernière, en direction de Mons puis de Bruxelles, sous le nom de ligne 96 dans la nomenclature d'Infrabel.

### Exploitation
La ligne d'Hautmont à Feignies a toujours eu dès son origine un rôle international majeur, notamment dû à son tracé traversant la frontière franco-belge et à sa position sur l'axe ferroviaire historique Paris - Bruxelles. Ainsi, tous les trains internationaux reliant les deux capitales ont transité par cette ligne, notamment les prestigieux Trans-Europ-Express (TEE) durant la seconde moitié du XXe siècle. Le Brabant, l'Etoile du Nord, l'Oiseau Bleu et Memling ont donc circulé sur cet axe pendant près de trois décennies. Cette situation a toutefois commencé à se dégrader dès les années 80 lorsque les TEE ont cessé de circuler, et a pris fin à la suite de l'ouverture de la LGV Nord en 1993, et à celle de la LGV 1 en Belgique en 1997. Le lancement des trains Thalys à grande vitesse en 1996 a reporté presque tout le trafic voyageurs entre les deux capitales sur la LGV, ce qui a par la suite amené à la fin de la circulation de trains internationaux de grandes lignes entre Hautmont et Feignies.
Aucun train de voyageurs n'a circulé entre Hautmont et Quévy entre 2008 et 2018. Deux IC Mons – Aulnoye-Aymeries et retour circulaient à nouveau chaque jour depuis décembre 2018, sans arrêt intermédiaire, et donnaient correspondance à Aulnoye aux TER pour Paris. Ces IC sont supprimés définitivement le 11 décembre 2022. Cependant, une liaison Ouigo Train Classique Paris-Nord – Creil – Aulnoye-Aymeries – Mons – Bruxelles-Midi est lancée en décembre 2024, ; un arrêt à Saint-Quentin doit être ajouté en avril 2025.